# Chiesa di Santa Maria Maddalena (Messina)
La chiesa di Santa Maria Maddalena di Valle Giosafat (Iosafat o Josafat) era un luogo di culto di Messina documentato presso l'antica porta Trionfale e dedicata al culto di santa Maria Maddalena.

## Storia

### Epoca tra l'XI e il XIII secolo
La chiesa di Santa Maria Maddalena e l'annesso monastero benedettino sono già documentati nel 1086: gli edifici sono entrambi donati a Ugo di Cluny da Ruggero I di Sicilia, come ospizio dei religiosi di san Benedetto. L'ospizio dipende dalla casa madre gerosolimitana dei Cavalieri di San Giovanni ed è commenda dei Cavalieri templari, riconosciuta nei privilegi concessi da Ruggero II di Sicilia nel 1144 e da Guglielmo II di Sicilia nel 1171.
Il titolo di "Santa Maria Maddalena di Valle Giosafat" deriva dal denominazione dell'istituzione di Gerusalemme, sede abbandonata precipitosamente dopo la cacciata dei cristiani da parte delle armate musulmane con l'invasione della Palestina. Pertanto la sede messinese, da grangia divenne casa madre, come decretato da papa Niccolò IV. Fu il primo fra i monasteri dell'ordine ultra et vitra Pharum. Papa Pasquale II e papa Innocenzo II elargirono ulteriori concessioni e privilegi.
Nel 1140 è documentata la solenne consacrazione presieduta dall'arcivescovo di Messina, Goffredo II, come si evince da un privilegio di Guglielmo II di Sicilia datato 6 gennaio 1188.
Privilegi e concessioni sono riconfermati da Costanza d'Altavilla e dal marito Enrico I di Sicilia nel 1196, da Federico II di Sicilia nel 1221.

### Epoca tra il XIV ed il XV secolo
Papa Clemente V espelle i Cavalieri templari nel 1313. Dal 1361 ha inizio il decadimento dell'ordine benedettino, con una crescente crisi di vocazioni, Il lento declino si protrae fino al 1437, quando il monastero, insieme all'abbazia di Santa Maria di Maniace (1443), diviene grangia  del monastero di San Placido Calonerò, per disposizione di Papa Eugenio IV.
Sotto la conduzione dell'abate Leonardo Cacciola, durante il ponteficato di papa Sisto IV, tutti i monasteri dell'ordine di San Benedetto di Sicilia furono uniti all'abbazia di Montecassino il 3 luglio 1483.

### Epoca Rinascimentale
Il 18 luglio 1506 per disposizione di papa Giulio II sono aggregati tutti i monasteri. Durante la direzione dell'abate Andrea Mancuso 1633, la minaccia di assalti barbareschi impose il trasferimento del monastero di San Placido Calonerò presso la primitiva casa madre, o monastero di Santa Maria Maddalena, e la struttura periferica è declassata a grancia. La sede cittadina dopo accorpamenti e trasferimenti, subisce un incendio.
Nel 1637 fu ampliata la chiesa, nella quale furono esposti, ciascuno in una cappella, i quadri raffiguranti San Benedetto, San Placido, Santa Maria Maddalena, che si ritenne fossero stati portati nel 1291 da Gerusalemme.
Il 22 gennaio 1670 furono gettate le fondamenta per un nuovo monastero e il 22 marzo cominciò l'edificazione del nuovo istituto. Nel 1674 il personale si trasferisce nella nuova struttura, ubicata sulla lingua di San Ranieri vicino al baluardo di San Giorgio. In questa sede i monaci restarono solo per 5 anni, per poi rientrare nel monastero di Santa Maria Maddalena. La struttura prossima al Piano di Terranova fu demolita per la costruzione della Real Cittadella.
Nel settembre 1848, durante la Rivoluzione Siciliana, questo edificio vide il martirio dei Camiciotti.

### Epoca contemporanea
Trasformato in ospedale militare, fu distrutto dal terremoto di Messina del 1908. Oggi sulla stessa area sorge la "casa dello studente".

## La chiesa prima del 1908
Il tempio moderno era opera dell'architetto Carlo Marchionni: la ricostruzione era stata iniziata nel 1765 e la solenne inaugurazione fu effettuata nel 1834.
Il 21 marzo 1834, festa di San Benedetto, fu inaugurato il tempio dedicato ai Santi Placido e Maria Maddalena, alla presenza di Francesco di Paola Villadicani, arcivescovo di Messina. Anche il monastero, contemporaneamente, fu restaurato.
L'edificio aveva un impianto basilicale con tre navate e facciata in pietra di Siracusa. Sono presenti delle analogie con la  Cattedrale di Noto, soprattutto in facciata.

### Navata destra
- Prima campata: Cappella di San Giovanni Battista. Sull'altare il dipinto raffigurante la Decollazione di San Giovanni Battista, opera di Giovanni Fulco.[8][9]
- Seconda campata: Cappella di San Placido. Sull'altare il dipinto raffigurante il Martirio di San Placido e compagni, opera di Antonio Bova.[8][9]
- Terza campata: Cappella di Santa Maria Maddalena. Sull'altare il dipinto raffigurante Santa Maria Maddalena ai piedi del Redentore, opera di Letterio Subba.[8][9]
- Quarta campata: Cappella di San Benedetto. Sull'altare il dipinto raffigurante il Transito di San Benedetto, opera di Antonio Bova.[8][9]

### Navata sinistra
- Prima campata: Cappella di San Mauro. Sull'altare il dipinto raffigurante San Mauro salva San Placido dall'annegamento, opera di Antonio Bova.[8][9]
- Seconda campata: Cappella di San Giovanni Battista. Sull'altare il dipinto raffigurante San Giovanni battista, opera in stile vasariano.[8][9]
- Terza campata: Cappella dell'Addolorata. Sull'altare la statua marmorea raffigurante l'Addolorata, opera di Ignazio Buceti.[9]
- Fonte battesimale concesso dall'arcivescovo Goffredo II nel 1140c.[2]

### Altare maggiore
- Sull'altare maggiore il dipinto raffigurante l'Arrivo dei Magi, opera di scuola veneziana.[8][9] Cupola.

## Sacrestia
- Crocifisso, in avorio d'autore ignoto.[9]
- Dipinto su tavola raffigurante la Vergine con Bambino, opera datata all'XI secolo.[8][9]
- Dipinto su tavola raffigurante San Giovanni Battista, opera datata all'XI secolo.[8][9]
- Miniatura raffigurante la Crocifissione, opera del XVI secolo.[9]
- Miniature raffigurante la Deposizione, opera del XVI secolo.[9]

in un locale attiguo 
- Trittico raffigurante la Trasfigurazione, opera di Polidoro da Caravaggio[9] proveniente dalla chiesa del Carmine.[8]
- XVII secolo, Santa Cunegonda, dipinto, opera documentata di Domenico Marolì.

## Monastero di Santa Maria Maddalena
- Dipinto raffigurante Santa Maria Maddalena ai piedi del Redentore, opera di Alessandro Tiarini documentata nel refettorio.[8][10]
- Dipinto raffigurante la Fuga in Egitto, opera di Alonso Rodriguez.[8][10]
- Dipinto raffigurante Santa Maria Maddalena, a mezza figura, opera di Alonso Rodriguez.
- Dipinto raffigurante San Benedetto e Santa Scolastica, opera documentata di Marco Mazzaroppi sangermanese.[8]
- Dipinto raffigurante Santa Maria Maddalena, opera documentata di Antonello Riccio.[8]
- Biblioteca. Di Giovanni di Giovanni, teologo e storico taorminese, è documentato il Codex Diplomaticus Siciliæ, opera che riunisce i codici dei tre ordini Gerosolimitani: Cavalieri Ospitalieri, Cavalieri Templari e Cavalieri Teutonici. Testi di Guido delle Colonne.[11]
- Refettorio.